# قشلاق بريان
قشلاق بريان (بالإنجليزية: Qeshlaq-e Barian)‏ هي قرية تقع في أردبيل في إيران. يقدر عدد سكانها بـ 179 نسمة بحسب إحصاء 2016.